# Лазар Пампоров (спирка)
Лазар Пампоров, до 13 декември 2020 г. Пампорово, е железопътна спирка на теснопътната железопътна линия Септември – Добринище. Обслужва част от населението на село Варвара, област Пазарджик.
Намира се на 4,6 km южно от началната гара Септември. Разположена е между гарите Септември и Варвара. Спирката е открита през октомври 1993 г. Именувана е в чест на железопътния работник Лазар Пампоров.